# 魏富
魏富（1437年—1513年），字仲禮，福建漳州府龍溪縣人，明朝政治人物。進士出身。

## 生平
福建鄉試第五十八名。成化二年（1466年）丙戌科會試第三百十九名，殿試登進士第三甲第二百三十一名。五年十月擢授试監察御史，六年十一月实授，九年巡按廣東，十一年正月升浙江按察司佥事，九年秩满，二十二年六月升副使，弘治元年（1488年）十二月升江西按察使，五年十月升都察院右佥都御史、巡抚顺天等府，六年二月差往山海关阅实墩墙军器等事，七年二月乞还原籍养疾。病痊，十一年六月起復改南京大理寺左少卿，十三年八月升本寺卿，正德元年（1506年）升刑部右侍郎，六月以疾乞致仕。正德八年六月卒。

## 家族
曾祖魏仁福。祖父魏本成。父亲魏肅謙。孫魏夢吉。